# 熊取町立西小学校
熊取町立西小学校（くまとりちょうりつにししょうがっこう）は、大阪府泉南郡熊取町にある公立小学校。

## 沿革
熊取町には従来、熊取町立小学校1校のみがあり町全域を校区としていた。
1970年代には地域の宅地化により児童数が増加したため、1975年4月1日付で従来の熊取町立小学校の校区を3校に分割し、既存校のほか2小学校を新設することになった。そのうちの1校・熊取町立西小学校として開校している。
なお西小学校の開校と同時に熊取町立南小学校も開校し、また従来の熊取町立小学校は熊取町立中央小学校へと改称している。

## 交通
- JR阪和線熊取駅